# Tom Eyen
Tom Eyen (Cambridge, 14 agosto 1940 – Palm Beach, 26 maggio 1991) è stato un drammaturgo, librettista e paroliere statunitense.

## Biografia
Tom Eyen nacque a Cambridge, ultimo dei sette figli di Abraham e Julia Eyen. Dopo aver interrotto gli studi presso la Ohio State University, Eyen studiò recitazione all'Accademia americana di arti drammatiche.
Si affermò come drammaturgo nel panorama del teatro sperimentale dell'off-off Broadway, scrivendo trentacinque opere teatrali (spesso dirette da lui) per il Cafè La MaMa tra gli anni 60 e 70.
Nel 1970 ebbe il suo più grande successo con il musical The Dirtiest Show in Town, una parodia dei drammi contemporanei che trattavano temi legati al sesso e alla sessualità spesso ricorrendo a scene di nudo integrale. Lo show debuttò all'Astor Place Theatre dell'Off-Off-Broadway per due stagioni e fu poi riproposto nell'Off-Broadway e nel West End londinese.
Durante gli anni settanta si affermò come uno dei più prolifici e apprezzati drammaturghi dell'Off-Off-Broadway, tanto che il New York Times lo definì il "Neil Simon dell'Off-Off-Broadway" quando quattro opere di Eyne venirono messe in scena contemporaneamente in quattro teatri newyorchesi. Nel 1973 fece anche il suo debutto a Broadway come co-librettista di Rachael Lily Rosenbloom and Don't You Ever Forget It, che si rivelò un clamoroso flop e rimase in cartellone solo per sette rappresentazioni.
Negli anni 70 cominciò anche a scrivere sceneggiature per il cinema e la televisione, diventando anche il primo nome nota a scrivere la sceneggiatura di un film pornografica. Nel 1975 ottenne il successo nell'Off-Broadway con la commedia Women Behind Bars, riconfermato tre anni più tardi dalla pièce The Neon Woman.
Nel 1975 collaborò con Henry Krieger nella stesura di The Dirtiest Musical in Town, una rivisitazione in chiave musicale di The Dirtiest Show in Town. Insieme a Krieger scrisse il musical Dreamgirls, che valse ad Eyen il Tony Award al miglior libretto di un musical e il Grammy Award per il miglior album di un musical teatrale. Nel 1984 il tuo tentò di replicare il successo di Dreamgirls con il musical Kicks: The Showgirl Musical, che però non superò mai il livello delle prime stesure.
Dichiaratamente omosessuale, Tom Eyen morì di AIDS all'età di cinquant'anni.